# Amietophrynus vittatus
Amietophrynus vittatus là một loài cóc thuộc họ Bufonidae.
Loài này có ở Uganda và có thể có ở Kenya.
Môi trường sống tự nhiên của chúng là đầm nước, đất canh tác, và.